# Bielany

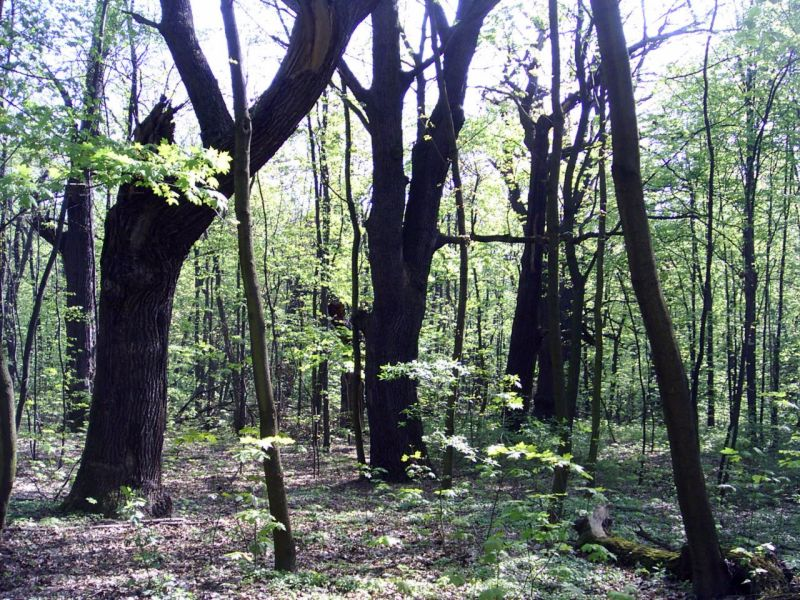
Khu bảo tồn thiên nhiên Lasek Bielański

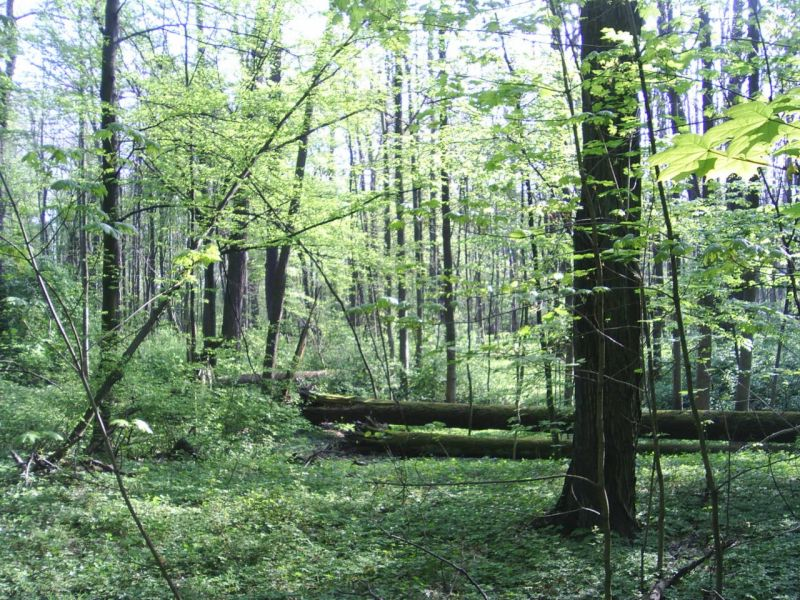
Khu bảo tồn thiên nhiên Lasek Bielański

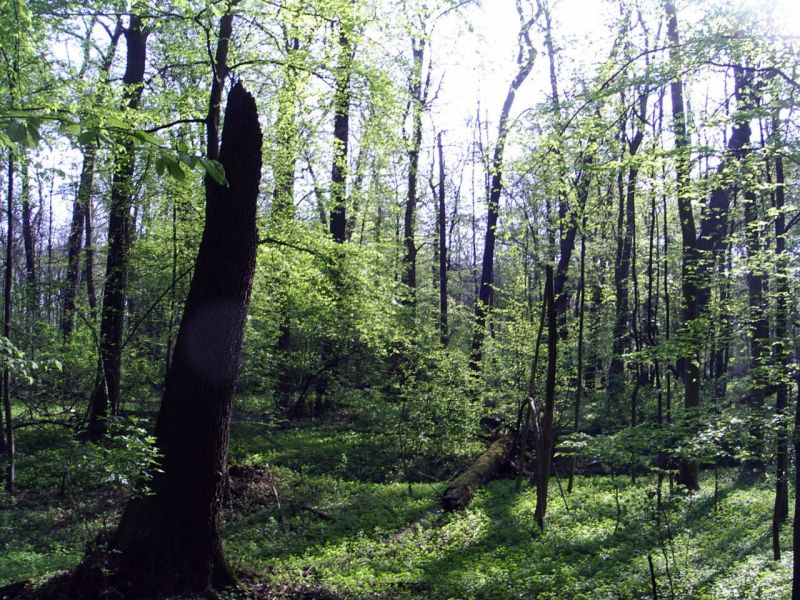
Khu bảo tồn thiên nhiên Lasek Bielański

Bielany là một quận ở thành phố Warsaw, thủ đô Ba Lan, toạ lạc ở phía bắc của thành phố.
Ban đầu là một phần của Żoliborz, Bielany đã trở thành một quận riêng từ năm 1994. Bielany giáp Żoliborz về phía nam, Wola và Bemowo về phía tây. Phía đông quận này giáp Wisła, còn phía bắc là ranh giới phía bắc của nội thành Warsaw.